# Yoweri Museveni
Yoweri Kaguta Museveni Tibuhaburwa född 15 september 1944 i Ntungamo nära Mbarara, är en ugandisk politiker och landets president sedan 29 januari 1986.
Museveni var inblandad i det krig som störtade Idi Amins styre (som varade 1971–1979) och det uppror som senare ledde till slutet för Milton Obotes regim (som varade 1980–1985). Med ett viktigt undantag för de norra delarna av landet har Museveni åstadkommit relativ stabilitet och ekonomisk tillväxt i Uganda, som tidigare utstått årtionden av vanstyre, uppror och inbördeskrig. Under hans ledning har landet också utvecklat ett effektivt system av åtgärder mot HIV och aids.
I mitten och slutet av 1990-talet hyllades Museveni i västvärlden som del av en ny generation afrikanska ledare. Hans presidentperiod har dock vanprytts av inblandning i andra Kongokriget och andra konflikter i området. Herrens motståndsarmés uppror i norr fortgår och har skapat en av världens värsta humanitära katastrofer. På senare tid har Museveni också kritiserats både inom landet och internationellt för de författningsändringar som ändrade begränsningarna av presidentperioder inför valen 2006 samt för arresteringen av den främsta oppositionsledaren. Han fick dessutom hela världen att rasa när han i slutet av 2009 kom med lagförslaget att alla homosexuella skulle kunna få livstids fängelse, och dödsstraff för "grov homosexualitet" (d.v.s. när den dömde är hivsmittad).

## Uppväxt och tidig karriär (1944–1972)

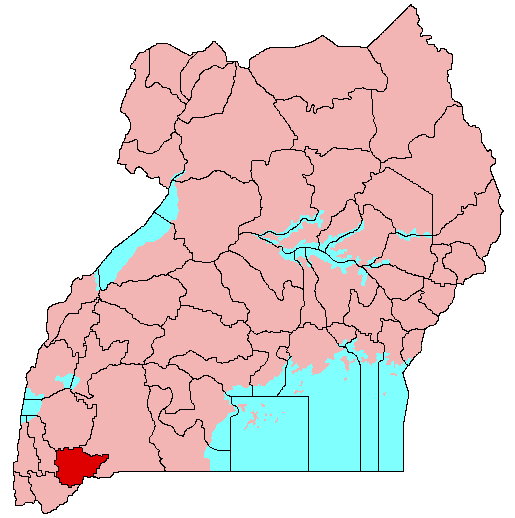
Museveni föddes i Ntungamo i sydvästra Uganda, här visat i rött.

Museveni föddes i Ntungamo i västra Uganda och tillhör den etniska gruppen nyankole. Han fick sitt efternamn, Museveni, som betyder "Son till en man ur den sjunde", för att hedra den sjunde bataljonen i King's African Rifles, den brittiska koloniala armén där många ugandier tjänstgjorde under andra världskriget. Hans mellannamn antogs efter styvfadern, Amos Kaguta, en boskapsherde som hans mor, Esteri Kokundeka, gifte sig med i Ntungamo. Amos Kaguta är också far till Musevenis bror Caleb Akandwanaho, känd i Uganda som "Salim Saleh", och syster Violet Kajubiri.
Museveni gick i skolan i Kyamate elementary school, Mbarara High School och Ntare School. När han var i high school anslöt han sig till den evangelikala trosinriktningen. 1967 började han studera vid University of Dar es Salaam i Tanzania. Där läste han ekonomi och statsvetenskap och blev marxist och involverad i panafrikanism. När han var vid universitetet bildade han aktivistgruppen University Students' African Revolutionary Front och ledde en studentdelegation till FRELIMO:s territorium i det då portugisiska Moçambique, där han fick träning i gerillakrigföring. Museveni studerade under bland andra vänstermannen Walter Rodney och skrev en uppsats om tillämpbarheten av Frantz Fanons revolutionära våld på det postkoloniala Afrika.
1970 anslöt sig Museveni till president Milton Obotes underrättelsetjänst. När generalmajor Idi Amin tog makten i en militärkupp i januari 1971 flydde Museveni till Tanzania med andra politiska flyktingar, däribland den avsatte presidenten. Amins och Obotes maktbaser var mycket olika, vilket ledde till att den påföljande konflikten fick en betydande etnisk och regional aspekt. Obote kom från den etniska gruppen lango i den nordcentrala delen av landet, medan Amin var en kakwa från det nordvästra hörnet av Uganda. Den brittiska koloniala regeringen hade organiserat kolonins interna politik så att lango och acholi dominerade den nationella militären, medan folk från sydliga delar av landet var aktiva i affärsvärlden. Denna situation varade fram till kuppen, då Amin fyllde de högsta regeringsposterna med kakwa och lugbara och våldsamt nedtryckte langofolket och deras allierade acholi.

## FRONASA och störtandet av Amin (1972–1980)
De exilstyrkor som motsatte sig Amin och som till större delen var lango och acholi, invaderade Uganda från Tanzania i september 1972, men drevs tillbaka och led stora förluster. Rebellernas situation försvårades av att ett fredsavtal slöts senare på året mellan Tanzania och Uganda, i vilket rebellerna förvägrades användande  av Tanzanias mark för attacker mot Uganda. Museveni arbetade en kort tid som föreläsare vid ett kooperativt college i staden Moshi i norra Tanzania, innan han bröt sig ur den bredare oppositionen och bildade Nationella Räddningsfronten (FRONASA) 1973. I augusti samma år gifte han sig med Janet Kataha, en före detta sekreterare och flygvärdinna som han senare fick fyra barn med. Janet Museveni bodde med parets barn i Angered, Göteborg under åren 1983–1986.
I oktober 1978 beordrade president Idi Amin en invasion av Tanzania för att göra anspråk på provinsen Kagera för Uganda. Från 24 till 26 mars 1979 deltog Museveni och FRONASA i en samling av exilgrupper och rebeller i Moshi. De olika grupperna lyckades för tillfället lägga ideologiska skillnader åt sidan och bildade Uganda National Liberation Front (UNLF). Museveni utsågs till medlem i det verkställande rådet som bestod av 11 medlemmar under ledning av Yusuf Lule. Till detta kom ett nationellt konsultativt råd (”National Consultative Council” – NCC) med en medlem var för de 28 grupper som var representerade vid mötet. UNLF förenade sig med Tanzanias armé och inledde sedan en gemensam motattack som kulminerade i störtandet av Amins regim i april 1979. Museveni utsågs till försvarsminister i den nya UNLF-regeringen. Han var den yngste ministern i Yusuf Lules administration. De tusentals soldater som Museveni hade rekryterat till FRONASA under kriget inkorporerades i den nationella armén. De behöll dock sin lojalitet gentemot Museveni och blev senare viktiga i upproret mot Obote.
NCC valde Godfrey Binaisa till ny ordförande för UNLF efter att interna stridigheter lett till att Yusuf Lule avsattes i juni 1979. Intriger för att konsolidera makten fortsatte med Binaisa på ett liknande sätt som hos hans företrädare. I november flyttades Museveni från försvarsministeriet till ministeriet för regionalt samarbete, medan Binaisa själv tog över den viktiga försvarsministerrollen. I maj 1980 placerades Binaisa själv under husarrest efter ett försök att avskeda Oyite Ojok, stabschefen för armén – i vad som de facto var en kupp ledd av Paulo Muwanga, Yoweri Museveni, Oyite Ojok och Tito Okello. En presidentkommission med Museveni som vice ordförande installerades och tillkännagav snart planer på val i december.
Museveni, som nu var en relativt välkänd politiker på den nationella nivån, grundade ett nytt parti, Uganda Patriotic Movement (UPM), som han kom att leda i valet. Han konkurrerade mot tre andra politiska grupperingar: Ugandas folkkongress (Uganda People's Congress -UPC), lett av före detta presidenten Milton Obote, Konservativa partiet (CP) och  Demokratiska partiet (DP). UPC och DP sågs som de huvudsakliga tävlande. I de officiella resultaten förklarades UPC som vinnare och Musevenis UPM fick endast en av 126 tillgängliga platser.  Ett antal oegentligheter förminskade valets trovärdighet. När valet planerades stödde ledaren för den styrande kommissionen, Paulo Muwanga, UPC:s åsikt att varje kandidat skulle ha en separat röstlåda. De övriga partierna motsatte sig bestämt detta och hävdade att det skulle göra valet lättare att manipulera. Utformningen av politiska gränsdragningar kan också ha gynnat UPC. Valkretsar i det i allmänhet UPC-vänliga norra Uganda innehöll proportionellt färre väljare än de i det UPC-fientliga Buganda, vilket gav mer makt åt Obotes parti. Misstankarna om valfusk förstärktes av Muwangas tillkännagivande på valdagen att alla resultat skulle kontrolleras av honom innan de tillkännagavs offentligt. De förlorande partierna vägrade erkänna den nya regimen som legitim och åberopade omfattande oegentligheter i valprocessen.

## Kriget i vildmarken (1981–1986)

### Obote II och National Resistance Army
Museveni återvände med sina anhängare till sina fästen på landsbygden i den bantudominerade södern och bildade Folkets Motståndsarmé (PRA). Där planlade de ett uppror mot den andra Oboteregimen, allmänt känd som "Obote II", och dess krigsmakt, Ugandas Nationella Frihetshär (UNLA). Upproret började med en attack på en arméinstallation i det centrala Mubendedistriktet 6 februari 1981. PRA slogs senare ihop med den tidigare presidenten Yusufu Lules stridande grupp, Ugandas Frihetskämpar (UFF), för att bilda Nationella Motståndsarmén (NRA) med dess politiska gren Nationella Motståndsrörelsen (NRM). Två andra rebellgrupper, Ugandas Nationella Räddningsfront (UNRF) och Former Uganda National Army (FUNA), bildades i West Nile från resterna av Amins anhängare och stred mot Obotes styrkor.
NRM/NRA utvecklade ett "tiopunktsprogram" för en kommande regering, som innefattade demokrati, säkerhet, konsolidering av nationell enighet, försvar av nationellt oberoende, uppbyggnad av en självständig, integrerad och självbärande ekonomi, förbättring av välfärdstjänster, eliminering av korruption och maktmissbruk, åtgärder mot ojämlikhet, samarbete med andra afrikanska länder och blandekonomi.
I juli 1985 uppskattade Amnesty International att Oboteregimen hade varit ansvarig för mer än 300 000 civilpersoners död runtom i Uganda. Amnesty hade gjort flera förfrågningar till regeringen sedan 1982 om att förbättra situationen för de mänskliga rättigheterna. Övergreppen var särskilt iögonfallande i ett område i centrala Uganda som kallas Luwerotriangeln. Rapporter från Uganda under denna period ledde till internationell kritik mot Oboteregimen och stärkte stödet utomlands för Musevenis rebellstyrka. Inom Uganda ledde det brutala undertryckandet av upproret till att buganda, den största av Ugandas folkgrupper, ställde sig på NRA:s sida mot UNLA, som uppfattades som dominerat av folkgrupper från norra Uganda, särskilt lango och acholi. Fram till sin död 2005 skyllde Milton Obote övergreppen i Luwero på NRA.

### Landsflykt i Sverige
Delar av denna tid tillbringade han i landsflykt i Sverige med sin hustru och fyra barn. Familjen bodde i Göteborgsförorten Hjällbo.
När hans organisation Nationella Motståndsarmén (NRA) intog Kampala 1986 blev Museveni landets president.

### Nairobiöverenskommelsen 1985
27 juli 1985 ledde inre stridigheter inom UPC-regeringen till en militärkupp mot Obote, ledd av dennes före detta armébefälhavare, generallöjtnant Tito Okello, en acholi. Museveni och NRM/NRA förargades över att revolutionen som de hade kämpat för i fyra år hade blivit ”kapad” av UNLA, som de såg som diskrediterad av grova förbrytelser mot mänskliga rättigheter under regimen Obote II. Trots dessa reservationer gick NRM/NRA dock slutligen med på fredssamtal som hölls av en kenyansk delegation under ledning av Kenyas president Daniel Arap Moi.
Samtalen, som varade från 26 augusti till 17 december 1985, var omvittnat kärva och den resulterade i en vapenvila som bröt ihop nästan omedelbart. Det slutliga avtalet, som undertecknades i Nairobi, krävde att en vapenvila skulle genomföras, att Kampala skulle demilitariseras, att NRA skulle integreras med regeringsarmén och att NRA-ledningen skulle tas upp i det militära rådet. Dessa villkor uppfylldes aldrig.
Utsikterna för en bestående överenskommelse begränsades av flera faktorer, däribland det kenyanska teamets bristande kunskap om situationen i Uganda och frånvaron av relevanta ugandiska och internationella aktörer i samtalen, med flera. Till slut vägrade Museveni och hans allierade att dela makt med generaler som de inte respekterade, inte minst sedan NRA hade möjlighet att åstadkomma en slutgiltig militär seger.

### Offensiven mot Kampala
Samtidigt som han antogs vara inblandad i fredsförhandlingarna hade Museveni uppvaktat general Mobutu i Zaire i ett försök att avvärja inblandning av zairiska styrkor till stöd för Okellos militärjunta. 20 januari 1986 eskorterades dock flera hundra soldater lojala mot Idi Amin in på ugandiskt territorium av Zaires militär. Dessa styrkor intervenerade i inbördeskonflikten efter att i hemlighet fått träning i Zaire och blivit efterfrågade av Okello tio dagar tidigare. Mobutus stöd för Okello var en oförrätt som Museveni skulle ge igen för åratal senare, när han beordrade ugandiska styrkor in i första Kongokriget, den konflikt som skulle störta Zaires ledare.
NRA hade nu kommit till ett läge där de inte kunde bli stoppade. 22 januari massdeserterade regeringssoldater från sina poster när rebellerna trängde fram från söder och sydväst. 25 januari intogs huvudstaden slutligen av Musevenis anhängare. NRA störtade Okellos regering och förklarade sig som segrare dagen därpå.
Museveni svors in som president tre dagar senare den 29 januari. "Detta är inte bara ett personalbyte, utan en grundläggande förändring", sade Museveni efter en ceremoni som leddes av den brittiskfödde chefsdomaren Peter Allen. I sitt tal inför tusentals människor utanför Ugandas parlament utlovade den nye presidenten en återgång till demokrati och sade:  "Afrikas folk, Ugandas folk, är berättigade till en demokratisk regering. Det är ingen ynnest från någon regim. Det suveräna folket måste vara allmänheten, inte regeringen."

## Museveni vid makten (1986–1996)

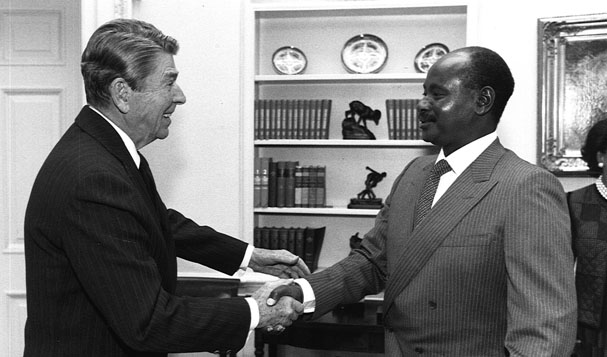
Museveni möter president Ronald Reagan i Vita huset i oktober 1987.

### Politisk och ekonomisk nydaning
De regimer som följde på Idi Amin i Uganda kännetecknades av korruption, sekterism och oförmåga att återställa ordning och uppnå legitimitet hos folket. Museveni behövde undvika att upprepa dessa misstag för att hans nya regering inte skulle råka ut för samma öde. NRM utropade en fyraårig interimsregering, som hade en bredare etnisk bas än dess föregångare. Representanterna för de olika grupperingarna var likväl handplockade av Museveni. Det våld mellan olika grupper som hade kastat sin skugga över Ugandas nutidshistoria framfördes som rättfärdigande för att begränsa de politiska partiernas verksamhet, med deras etniskt distinkta stödgrupper. Icke-partisystemet förbjöd inte politiska partier, men hindrade dem från att ställa upp kandidater direkt i val. Det så kallade "Rörelse"-systemet ("Movement"-system), som enligt Museveni fordrade varje ugandiers lojalitet, skulle bli en hörnsten i politiken i närmare tjugo år.
Ett system med motståndsråd (Resistance Councils), direktvalda på lokal nivå, upprättades för att handha lokala angelägenheter, däribland rättvis fördelning av varor med fasta priser. Valet av motståndsråd var för många ugandier den första direkta erfarenheten av demokrati efter många årtionden med olika grader av auktoritärt styre och systemets replikation upp till distriktsnivån har sagts hjälpa människor i lokalsamhällen att förstå de politiska strukturerna på högre nivåer.
Den nya regeringen åtnjöt betydande internationellt stöd och ekonomin som hade skadats av inbördeskriget började återhämta sig då Museveni satte igång ekonomiska åtgärder. Dessa var utformade för att bekämpa viktiga problem som hyperinflation och betalningsbalansen. Museveni lämnade sina marxistiska ideal och anammade de nyliberala strukturella justeringar som förespråkades av Världsbanken och Internationella valutafonden.
Uganda började delta i ett av Internationella valutafondens program för ekonomisk återhämtning 1987. Dess målsättningar var bland annat att återupprätta stimulansåtgärder för att uppmuntra tillväxt, investeringar, sysselsättning och export, gynnande och diversifiering av handeln med särskild tonvikt på gynnande av export, avlägsnande av byråkratiska hinder och avhändande av statliga företag som gick dåligt för att främja en hållbar ekonomisk tillväxt och utveckling genom den privata sektorn, samt liberalisering av handel på alla nivåer.

### Regionala relationer och konflikter
Efter januari 1986 fortsatte Museveni i sin roll som överbefälhavare för NRA. Kenyas regering under Daniel arap Moi var till en början misstänksamt inställd mot den nya NRM-regeringen, som sades ge stöd till kenyanska dissidentgrupper. Spänningarna kulminerade när militärer ställdes mot varandra vid Busia på gränsen mellan Kenya och Uganda i slutet av 1987. En stängning av gränserna mellan Uganda och Kenya skulle ha varit mycket skadlig för Ugandas ekonomi, eftersom landets tillgång till Indiska oceanen via hamnen i Mombasa är beroende av Kenya.
Under sitt gerillakrig mot Milton Obotes regering rekryterade NRA vem som helst som var villig att delta, oberoende av vederbörandes nationalitet. Många exilrwandier i Uganda förföljdes av Oboteregimen och hade därför en anledning att ansluta sig till NRA. Efter flera år med Museveni vid makten hade Ugandas armé fortfarande flera tusen rwandier som soldater. På natten den 30 september 1990 lämnade 4 000 rwandiska medlemmar av NRA sina förläggningar i hemlighet och anslöt sig till andra styrkor för att invadera Rwanda från ugandiskt territorium. Det visade sig att Rwandas patriotiska front (RPF) hade ett stort antal medlemmar inom NRA och använde sig av en hemlig cellstruktur.
RPF var en rörelse bestående av exilrwandier som motsatte sig Juvénal Habyarimanas regering och hade förbindelser med Museveni och NRM. Bland RPF:s ledare fanns Fred Rwigema och Paul Kagame, båda exilrwandier och medgrundare av NRM. Under de tidiga stadierna av invasionen var både Museveni och Habyarimana på ett FN-möte i USA. Det har hävdats att tidpunkten för RPF:s mobilisering hade satts för att låta Museveni ta avstånd från deras handlingar tills det var för sent att stoppa dem. Rwandas armé lyckades driva bort invasionen endast med hjälp av omfattande förstärkningar från Belgien, Frankrike och Zaire.
Museveni beskylldes för att vara delaktig i invasionen och/eller inte ha kontroll över sin armé. RPF försvann in i Vumbabergen på gränsen mellan Rwanda och Uganda. Habyarimanas regering anklagade Uganda för att tillåta RPF att använda dess territorium som bas, och svarade genom att granatbeskjuta ugandiska byar vid gränsen. Det anses allmänt att Uganda besvarade elden, vilket troligen skyddade RPF:s ställningar. Dessa beskjutningar tvingade mer än 60 000 människor på flykt från sina hem. Trots att en säkerhetspakt framförhandlades, i vilken båda länderna gick med på att upprätthålla säkerheten längs sin gemensamma gräns, blev RPF starkare och hade ockuperat en stor del av norra Rwanda 1992.
I april 1994 sköts ett flygplan med Rwandas president Habyarimana och Burundis president Cyprien Ntaryamira ombord ned över Kigalis flygplats. Detta föranledde folkmordet i Rwanda, där mer än uppskattningsvis 800 000 människor dog. Rwandas patriotiska front erövrade Kigali och tog makten med hjälp av Ugandas armé.

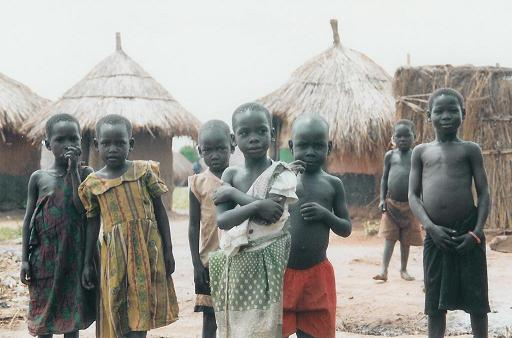
Ugandiska barn som tvingats på flykt av kriget i norr.

I april 1995 bröt Uganda de diplomatiska förbindelserna med Sudan i protest mot dess stöd för Herrens motståndsarmé (LRA), en rebellgrupp aktiv i norra Uganda. Sudan hävdade i sin tur att Uganda gav stöd till Sudan People's Liberation Army. Båda grupperna misstänktes vara aktiva på båda sidor om den lättgenomträngliga gränsen mellan Uganda och Sudan. Tvister mellan Uganda och Sudan har förekommit åtminstone sedan 1988. Ugandiska flyktingar sökte skydd i södra Sudan under Idi Amins och Milton Obotes regimer. Efter att NRM hade kommit till makten 1986 anslöt sig dock många av dessa flyktingar till de ugandiska rebellgrupperna som West Nile Bank Front och senare LRA. Under en lång period betraktade Musevenis regering Sudan som det mest betydande hotet mot Ugandas säkerhet.

### Inre säkerhet och mänskliga rättigheter
När NRM kom till makten lovade de att återupprätta säkerhet och respekt för mänskliga rättigheter och detta var en del av NRM:s tiopunktsprogram, som Museveni framhöll i sitt installationstal:
| ” | Den andra punkten på vårt program är säkerhet för person och egendom. Varje person i Uganda måste [ha absolut] säkerhet att leva varhelst han vill. Varje individ, varje grupp som hotar vårt folks säkerhet måste krossas utan nåd. Ugandas folk borde dö enbart av naturliga orsaker som är bortom vår kontroll, och inte dödas av medmänniskor som fortsätter att gå omkring i vårt land. | „ |

Trots att Museveni ledde en ny regering i Kampala kunde NRM inte utöva sitt inflytande fullständigt över Ugandas territorium, då man själv kom att bekämpa ett antal uppror. Från början av Musevenis presidentskap fick han starkt stöd från de bantutalande södra och sydvästra delarna av landet, där han hade sin bas. Museveni lyckades få karamojong, en grupp halvnomader i den glesbefolkade nordöstra delen av landet som aldrig hade haft en betydelsefull politisk röst, att ansluta sig till honom genom att erbjuda dem inflytande i den nya regeringen. Den norra regionen längs gränsen mot Sudan visade sig dock bli mer besvärlig. I West Nile, som beboddes av kakwa och lugbara (som tidigare hade stött Amin), stred rebellgrupperna UNRF och FUNA i åratal innan en kombination av militära offensiver och diplomati pacificerade regionen. Ledaren för UNRF, Moses Ali, gav upp sin kamp och blev andre vice premiärminister. Folk från de norra delarna av landet såg uppkomsten av en regering ledd av en person från södern med stor oro. Rebellgrupper uppstod bland lango, acholi och teso, men dessa överväldigades av NRA:s styrka utom längst i norr där gränsen mot Sudan erbjöd en tillflyktsort. Acholirebellgruppen Uganda People's Democratic Army (UPDA) misslyckades med att få bort NRA:s ockupation av Acholiland, vilket ledde till den desperata kiliasmen i Holy Spirit Movement (HSM). När både UPDA och HSM hade besegrats blev en grupp kvar att fortsätta upproret, den som senare blev känd som Herrens motståndsarmé och som kom att vända sig emot acholierna själva.
NRA fick senare ett rykte om sig att respektera civilpersoners rättigheter, även om Museveni senare fick kritik för att använda barnsoldater. Odisciplinerade element inom NRA svärtade snart arméns goda rykte. "När Musevenis män först kom betedde de sig mycket väl  – vi välkomnade dem," sade en bybo, "men sedan började de arrestera människor och döda dem."
I mars 1989 publicerade Amnesty International en rapport om mänskliga rättigheter i Uganda, med titeln Uganda, the Human Rights Record 1986–1989. Rapporten dokumenterade grova kränkningar mot mänskliga rättigheter som begåtts av NRA-soldater. I en av de mest intensiva faserna av kriget, mellan oktober och december 1988, tvingade NRA med våld bort omkring 100 000 människor från deras hem i och omkring staden Gulu. Soldater utförde hundratals utomrättsliga avrättningar medan de tvångsförflyttade människor, samt brände ned hus och sädesmagasin. Det fanns dock få uppgifter om systematisk tortyr, liknande det som begåtts under Amins och Obotes regimer. I dess slutsatser erbjöd rapporten ett visst hopp:
| ” | Varje bedömning av NRM-regeringens uppträdande i fråga om mänskliga rättigheter blir, kanske ofrånkomligen, mindre fördelaktigt efter fyra år vid makten än det var under de tidiga månaderna. Det är dock inte sant att säga, som vissa kritiker och utomstående bedömare, att det har varit en pågående glidning tillbaka mot grova övergrepp mot mänskliga rättigheter, att på något sätt Uganda är ödesbestämt att lida under en dålig regering. | „ |

## Ett nytt demokratiskt mandat (1996–2001)

### Val
Val hölls 9 maj 1996. Museveni besegrade Paul Ssemogerere från Democratic Party, som kandiderade för "Inter-party forces coalition", och uppkomlingskandidaten Mohamed Mayanja. Museveni vann överväldigande med 75,5 procent av rösterna med ett valdeltagande på 72,6 procent. Internationella och inhemska observatörer beskrev valet som giltigt, men båda de förlorande kandidaterna förkastade resultaten. Museveni svors in som president för andra gången den 12 maj 1996.
Det huvudsakliga vapnet i Musevenis valkampanj var återställandet av säkerhet och ekonomisk normalitet till en stor del av landet. En minnesvärd valaffisch som framställdes av hans team avbildade en hög med skallar i  Luwerotriangeln. Denna kraftfulla symbolism gick fram hos invånarna i detta område, som hade utstått grasserande osäkerhet under inbördeskriget. De andra kandidaterna hade svårt att matcha Musevenis verkan i att framföra sitt huvudbudskap. Museveni tycktes ha en märkvärdig förmåga att återge politiska budskap genom att använda ett folkligt språk, särskilt med människor från södern. Metaforen att "bära en kvarnsten för ledarskap", som syftade på en "auktoritativ individ, som bär maktens börda", var bara en av många fantasifulla bilder han använde för sin valkampanj. Han framförde ofta dessa på den lokala jargongen på det ställe där han höll sitt tal, och uppvisade därmed respekt och försökte överskrida stampolitik. Museveni talar engelska, luganda, runyankole och swahili, vilket ofta hjälper honom att få fram sitt budskap.
Tills presidentvalet började närma sig hade Ssemogerere varit minister i NRM-regeringen. Hans beslut att bestrida Musevenis och NRM:s meriter, snarare än att göra anspråk på delaktighet i Musevenis "rörelse", uppfattades som naiv opportunism och betraktades som ett politiskt misstag. Ssemogereres allians med Ugandas folkkongress (UPC) väckte avsky hos baganda, som annars kunde ha givit honom en del stöd som ledaren för Demokratiska partiet. Ssemogerere anklagade också Museveni för att vara rwandier, en beskyllning som ofta har upprepats av Musevenis motståndare på grund av hans födelseort nära gränsen mellan Uganda och Rwanda, och hans förment rwandiska härkomst (Museveni tillhör folket  ankole, besläktat med banyarwanda i Rwanda), och hans armé för att vara dominerad av rwandier, däribland Rwandas nuvarande president Paul Kagame.

### Internationellt erkännande
Museveni har prisats av västerländska regeringar för att han hållit sig till Internationella valutafondens strukturanpassningsprogram, det vill säga privatiseringar av statliga företag, nedskärningar i statliga utgifter och förespråkande av självtillit i Afrika. Museveni valdes till ordförande för OAU 1991 och 1992. Han tillät en fri atmosfär där nyhetsmedier kunde verka, och privata FM-radiostationer blomstrade i slutet av 1990-talet. Musevenis kanske mest allmänt bemärkta prestation har varit hans regerings framgångsrika kamp mot aids. Under 1980-talet hade Uganda en av de högsta frekvenserna av HIV-infektion i världen, men nu är Ugandas frekvens jämförelsevis låg, och landet står som en sällsynt framgångshistoria i den globala kampen mot viruset. I april 1998 blev Uganda det första landet som förklarades berättigad till skuldavskrivning enligt HIPC-programmet (Heavily Indebted Poor Countries – svårt skuldtyngda fattiga länder), och mottog ungefär 700 miljoner amerikanska dollar i bistånd.
Museveni prisades för sin systematiska satsning på kvinnor i landet, han hade en kvinnlig vicepresident, Specioza Kazibwe, i nästan ett årtionde, och har gjort mycket för att uppmuntra kvinnor att läsa vidare. Å andra sidan har Museveni motsatt sig maningar om större rättigheter till jord för kvinnor.
Från mitten av 1990-talet uppfattades Museveni som ett exempel på en ny generation afrikanska ledare, motsatsen till de ”stora män” som hade dominerat politiken i världsdelen sedan självständigheten. Dessa generösa omdömen har senare blivit omvärderade.

### Regional konflikt
I Uganda fanns betydande antal invandrade rwandiska tutsier, som utgjorde en betydande andel av NRA:s soldater. Den Ugandabaserade tutsidominerade rebellgruppen Rwandas patriotiska front var nära allierad med NRA, och när väl Museveni hade stärkt sitt grepp om centralmakten gav han sitt stöd till deras sak. Misslyckade attacker riktades av RPF mot huturegeringen i Rwanda under första hälften av 1990-talet från baser i sydvästra Uganda. Det var inte förrän folkmordet i Rwanda 1994 som RPF tog makten och dess ledare, Paul Kagame (en före detta soldat i Musevenis armé), blev president.
Efter folkmordet i Rwanda kände sig den nya rwandiska regeringen hotad av närvaron på andra sidan gränsen i Kongo, då känt som Zaire, av före detta rwandiska soldater och medlemmar av den tidigare regimen. Dessa soldater fick hjälp av Mobutu Sese Seko – vilket föranledde Rwanda (med Musevenis hjälp) och Laurent Kabilas rebeller att störta honom och ta makten i Kongo. (se första Kongokriget).
I augusti 1998 försökte Rwanda och Uganda invadera Kongo igen, denna gång för att störta Musevenis och Kagames tidigare allierade – Kabila (se andra Kongokriget). Museveni och några få nära militära rådgivare tog ensamma beslutet att skicka UPDF till Kongo. Ett antal högt placerade källor antyder att Ugandas parlament och civila rådgivare inte konsulterades i frågan, som konstitutionen krävde. Museveni tycks ha övertalat en från början motvillig militärledning att gå med på insatsen. "Vi kände att rwandierna startade kriget och att det var deras plikt att fortsätta och avsluta jobbet, men vår president tog sig tid och övertygade oss att vi hade ett intresse av vad som händer i Kongo", rapporteras en hög officer ha sagt. De officiella skäl Uganda gav för interventionen var att hejda ett "folkmord" mot banyamulenge i Kongo i samförstånd med rwandiska styrkor, och att Kabila hade misslyckats med att stå för säkerhet längs gränsen och tillät Allied Democratic Forces (ADF) att attackera Uganda från baser i Kongo. I själva verket sattes inte UPDF in i gränsområdet utan mer än 1000 kilometer väster om Ugandas gräns mot Kongo och till stöd för rebellerna Mouvement de Libération du Congo (MLC) som försökte störta Kabila. De var oförmögna att förhindra ADF från att invadera den större staden Fort Portal och ta över ett fängelse i västra Uganda.
Trupper från Rwanda och Uganda plundrade landets rika mineralfyndigheter och timmer. USA svarade på invasionen genom att stoppa all militär hjälp till Uganda, en besvikelse för Bill Clintons regering, som hade hoppats på att göra Uganda till höjdpunkten för African Crisis Response Initiative. 2000 utbytte rwandiska och ugandiska trupper eld vid tre tillfällen i den kongolesiska staden Kisangani, vilket ledde till spänningar och försämrade relationer mellan Kagame och Museveni. Ugandas regering har också kritiserats för att ha förvärrat Iturikonflikten, en underkonflikt till det andra Kongokriget. I december 2005 dömde Internationella domstolen i Haag att Uganda måste betala kompensation till Demokratiska republiken Kongo för kränkningar av mänskliga rättigheter under det andra Kongokriget.
I norr hade Uganda stött Sudan People's Liberation Army (SPLA) i inbördeskriget mot regeringen i Khartoum redan innan Museveni kom till makten. Ugandas fortsatta stöd till SPLA, som leddes av Musevenis gamla bekant John Garang, föranledde Sudan att stödja  Herrens motståndsarmé (LRA) och andra Museveni-fientliga rebellgrupper i mitten av 1990-talet. Den osäkerhet och de konflikter som blev följden har orsakat utbredd folkförflyttning, död och förstörelse i södra Sudan och norra Uganda. Senare ledde varmare relationer med Sudan till ett löfte att båda sidor skulle sluta stödja fientliga rebellgrupper och tillåtelse från Sudan för UPDF att attackera LRA inom själva Sudan.

## En andra period (2001–2006)

### Valet 2001
2001 vann Museveni presidentvalet med en betydande majoritet, med sin förre vän och personlige läkare Kizza Besigye som den enda verklige utmanaren. I ett populistiskt PR-nummer färdades den över femtioårige Museveni på en bodaboda-motorcykeltaxi för att lämna in sin nomineringsblankett för valet. Bodaboda är en billig och något farlig (med västerländska mått mätt) metod för att transportera passagerare runt städer och byar i Östafrika.
Det förekom många beskyllningar och mycken bitterhet under presidentvalskampanjen 2001, och våldsincidenter skedde efter att resultatet – seger för Museveni – tillkännagivits. Besigye bestred valresultatet i Ugandas högsta domstol. Två av de fem domarna avgjorde att det hade förekommit olagligheter i valet och att resultaten skulle förkastas. De andra tre domarna bestämde att olagligheterna inte påverkade valresultatet på något avgörande sätt, men hävdade att ”det fanns bevis för att fusk förekom i ett betydande antal vallokaler” och att i delar av landet hade ”principen om fria och rättvisa val äventyrats.” Besigye häktades kortvarigt och förhördes av polisen, enligt uppgift i förbindelse med brottet förräderi. I september flydde han till USA, då han hävdade att hans liv var i fara.

### Politisk pluralism och författningsreform
Efter valen satte politiska krafter som stödde Museveni igång en kampanj för att släppa på de konstitutionella begränsningarna av presidentperioder för att tillåta Museveni att kandidera igen 2006. Ugandas konstitution från 1995 stadgade en gräns på två perioder för presidenten. Med tanke på Ugandas historia med diktaturregimer utformades denna motvikt för att förhindra en farlig maktkoncentration runt en långvarig ledare. Under denna period förflyttades flera viktiga och inflytelserika Musevenianhängare från hans administration, däribland hans barndomsvän Eriya Kategaya och kabinettsministern Jaberi Bidandi Ssali.
Åtgärderna för att ändra konstitutionen, och föregivna försök att undertrycka oppositionella politiska krafter har väckt kritik från inhemska kommentatorer, världssamfundet och Ugandas biståndsgivare. I ett pressmeddelande anklagade det största oppositionspartiet, Forum for Democratic Change (FDC), Museveni för att planera presidentskap på livstid och för att muta parlamentsledamöter. 
Som vissa politiska kommentatorer (exempelvis Wafula Okumu) observerade hade Museveni tidigare uttalat att han ansåg idén att hänga kvar vid makten i ”15 år eller mer” oklok. När välgörenhetsidkaren Bob Geldof uttalade kritik mot Museveni och uppmanade honom att avgå protesterade Musevenianhängare i Kampala. Geldof hävdade att Musevenis planerade författningsändringar svärtade hans rykte som fattigdoms- och aids-bekämpare. I en kolumn i Boston Globe och i ett tal som hölls vid Wilson Center öste den förre amerikanske ambassadören i Uganda Johnnie Carson mer kritik över Museveni. Fastän han erkände att presidenten var en "genuin reformerare" vars "ledarskap har lett till stabilitet och tillväxt", sade Carson också att "vi kan möjligen se en ny Mugabe och ett nytt Zimbabwe". "Många observatörer ser Musevenis försök att ändra konstitutionen som en repris av ett vanligt problem som drabbar många afrikanska ledare – en ovilja att följa konstitutionella normer och ge upp makten."
I juli 2005 blev Norge det tredje europeiska landet på lika många månader som tillkännagav symboliska nedskärningar i bistånd till Uganda som svar på den politiska situationen i landet. Storbritannien och Irland gjorde liknande markeringar i maj. "Vårt utrikesdepartement ville lyfta fram två ärenden: författningsändringen för att avskaffa begränsningar av mandatperioder, samt problem med att öppna det politiska utrymmet, mänskliga rättigheter och korruption", sade Norges ambassadör Tore Gjos. Av särskild betydelse var arresteringen av två oppositionella parlamentsledamöter från Forum for Democratic Change. Aktivister för mänskliga rättigheter hävdade att arresteringarna var politiskt motiverade. Human Rights Watch sade att "arresteringen av dessa oppositionella parlamentsledamöter har en anstrykning av politisk opportunism". En konfidentiell rapport från Världsbanken som läcktes ut i maj föreslog att banken kunde skära av sitt stöd till icke-humanitära program i Uganda. I rapporten beskrevs att den politiska utvecklingen gick åt fel håll, trots landets goda meriter.
Museveni svarade på det ökande internationella trycket genom att anklaga givarländerna för att blanda sig Ugandas inrikespolitik och använda bistånd för att manipulera fattiga länder. "Låt samarbetsländerna ge råd och lämna åt landet att bestämma… Utvecklade länder måste bli av med vanan att försöka använda bistånd för att diktera skötseln av våra länder." "Problemet med de människorna är inte den tredje perioden eller korruptionsbekämpning eller flerpartisystem", tillade Museveni vid ett möte med andra afrikanska ledare, "problemet är att de vill hålla oss där utan att växa."
I juli 2005 hölls en folkomröstning som avskaffade den 19 år gamla begränsningen av partipolitisk verksamhet. I det icke-partipolitiska ”rörelsesystemet” som Museveni införde 1986 fortsatte partier att existera, men kandidater i val måste ställa upp som individer i stället för som representanter för en politisk gruppering. Denna åtgärd sades vara utformad för att minska etniska spänningar, fastän många observatörer senare hävdade att systemet hade blivit enbart en begränsning av oppositionsaktivitet. Före omröstningen sade talespersonen för Forum for Democratic Change (FDC): "Viktiga sektorer i ekonomin leds av personer från presidentens hemtrakter… Vi har den mest sekteristiska regimen i landets historia trots att det inte finns några partier." Många ugandier uppfattade Musevenis omvändelse till politisk pluralism som en eftergift till donatorer, med syfte att mildra slaget när han tillkännager att han vill fortsätta en tredje period. Oppositionsparlamentarikern Omara Atubo har sagt att Musevenis önskan om förändring bara var "en fasad bakom vilken han försöker gömma ambitioner att härska hela livet."

### En allierads död
Den 30 juli 2005 dog Sudans vicepresident John Garang när den ugandiska presidenthelikoptern havererade medan han färdades till Sudan efter samtal i Uganda. Olyckan var generande för Ugandas regering och en personlig motgång för Museveni, då Garang hade varit en politisk allierad sedan deras tid tillsammans vid universitetet. Garang hade bara varit vicepresident i Sudan i några veckor före sin död, som skadade förhoppningarna om en regional ordning grundad på en allians mellan Uganda och Södra Sudan.

På grund av utbredda spekulationer om orsaken till haveriet hotade Museveni den 10 augusti att stänga medier som publicerade ”konspirationsteorier” om Garangs död. I ett uttalande hävdade Museveni att sådana spekulationer hotade landets säkerhet:
| ” | Jag kommer inte längre att tolerera en tidning som är som en gam. Om någon tidning leker med regionens säkerhet kommer jag inte att tolerera det – jag kommer att stänga den. | „ |

 Dagen därpå fick den populära radiostationen KFM sin licens indragen för att den hade sänt en debatt om Garangs död. Radiopresentatören Andrew Mwenda blev senare arresterad för uppvigling i samband med yttranden som fällts i hans pratprogram i KFM.

## Valet i februari 2006
Den 17 november 2005 utsågs Museveni till NRM:s presidentkandidat i valet i februari 2006. Hans kandidatur för en tredje mandatperiod ledde till kritik, då han hade lovat 2001 att han kandiderade för sin sista period. När den huvudsaklige oppositionsledaren Kizza Besigye arresterades 14 november, anklagad för förräderi, döljande av förräderi och våldtäkt, utbröt demonstrationer och upplopp i Kampala och andra städer. Musevenis kandidatur för en tredje presidentperiod, arresteringen av Besigye, och belägringen av Högsta domstolen under ett förhör i Besigyes mål (av en tungt beväpnad grupp ur underrättelsetjänsten, som av pressen kallades "Black Mambas Urban Hit Squad"), ledde Sverige, Nederländerna och Storbritannien att avbryta sitt ekonomiska stöd till Musevenis regering på grund av oro över landets demokratiska utveckling. Den 2 januari 2006 släpptes Besigye efter att Högsta domstolen beordrat ett omedelbart frisläppande.
Valen 23 februari 2006 var Ugandas första flerpartival på 25 år och sågs som ett test av landets demokratiska meriter. Även om Museveni fick ett sämre resultat än i det föregående valet, valdes han för en ytterligare femårsperiod med 59% av rösterna mot Besigyes 37%. Besigye, som hävdade att valfusk förekommit, förkastade resultatet. Ugandas högsta domstol fastställde senare att valet hade skämts av hotelser, våld, att väljare inte fick utöva sin rösträtt och andra oegentligheter. Domstolen avgjorde dock med rösterna 4 mot 3 att valresultatet var giltigt.

## Valet i februari 2011
I presidentvalet valdes Museveni för en ny mandatperiod.

## Valet i februari 2016
Yoweri Museveni fick 60 procent av rösterna mot drygt 35 procent för den främsta oppositionskandidaten Kizza Besigye. Observatörer från EU och Samväldet kritiserade valkommissionen för partiskhet och bristande transparens, trots att själva valförrättningen förlöpte lugnt, särskilt på landsbygden enligt EU.

## Valet i januari 2021
Valet hölls den 14 januari 2021. Striden stod mellan musikern och aktivisten Robert Kyagulanyi – känd under artistnamnet Bobi Wine – och Yoweri Museveni. Presidenten fick 58,6 procent av folkets stöd och Bobi Wine 34,8, uppgav landets valkommission. Det innebar att Museveni vann en sjätte mandatperiod på posten. Oppositionsledaren Bobi Wine sade att utbredda bedrägerier förekom.

## Diplomati 2022 – 2023
I juli 2022 var Museveni värd för Rysslands utrikesminister Sergej Lavrov och sade att "Vi tror inte på att vara fiender till någons fiende."
I oktober 2022 bad Museveni om ursäkt till Kenya för att hans son, Muhoozi Kainerugaba, hade twittrat att han skulle kunna ta hela Kenya på ett par veckor.
I juli 2023 deltog Museveni i toppmötet 2023, Ryssland–Afrika i Sankt Petersburg och träffade Rysslands president Vladimir Putin.
Efter Hamas attack mot Israel i oktober 2023 uttryckte Museveni oro över situationen och efterlyste dialog och en tvåstatslösning på den israelisk-palestinska konflikten.

### Fotnoter
1. ↑  Det förekommer olika uppgifter om Musevenis exakta födelseår. Året 1944 är det mest framträdande i texter om Museveni (Encyclopædia Britannica, Encyclopedia.com, Encarta Arkiverad 27 mars 2005 hämtat från the Wayback Machine. och Columbia Encyclopedia Arkiverad 25 juni 2008 hämtat från the Wayback Machine.), men 1945 eller 1946 har också föreslagits som möjliga födelseår. (Oloka-Onyango 2003 Project MUSE)
2. ↑  Olika biografiska källor anger ofta skilda födelseorter för Museveni på grund av att distrikten i Uganda har omorganiserats. 1944 fanns fyra provinser av vilka en var Western, som innefattade Musevenis födelseplats. 1966 fanns 19 administrativa indelningar, inklusive Ankoleriket. 1976 blev distrikten provinser. Southern province innefattade både Ankole och Kigezi och hade Mbarara som huvudstad. 1989 omorganiserades de 10 provinserna till 33 distrikt, av vilka ett var Mbarara, och 1994 bildades distriktet Ntungamo av delar av Mbarara och Bushenyi. Musevenis födelseort har vid olika tillfällen legat i administrativa områden som kallas Western, Ankole, Southern, Mbarara och Ntungamo, utan motsägelse. Denna artikel avspeglar den nyligaste regionen, Ntungamo. (Källa: Statoids Arkiverad 25 april 2005 hämtat från the Wayback Machine.). Följande källor är uppdaterade i det avseendet att de anger Musevenis födelseort som Ntungamo: Encyclopedia.com, Encarta Arkiverad 27 mars 2005 hämtat från the Wayback Machine., Norwegian Council for Africa Arkiverad 25 april 2005 hämtat från the Wayback Machine. and Columbia Encyclopedia Arkiverad 25 juni 2008 hämtat från the Wayback Machine..
3. ↑  "Museveni in Congo and Sudan: Booty pays for war", Linda de Hoyos, Executive Intelligence Review, Nov. 27, 1998, s. 55-56
4. ↑  "Mutebi's Exit, And The Tale Of Kaguta's Clan" Arkiverad 15 december 2005 hämtat från the Wayback Machine., Charles Onyango-Obbo, The Monitor, 25 augusti 1999
5. ↑  "Fanon's Theory on Violence: Its Verification in Liberated Mozambique", Yoweri Museveni, from Essays on the Liberation of Southern Africa, ed. Nathan Shamuyarira (Dar es Salaam: Tanzania Publishing House) 1971, s. 1-24
6. ↑  Self-Determination Conflict Profile: Uganda Arkiverad 11 juli 2006 hämtat från the Wayback Machine., J. Clark och Causes and consequences of the war in Acholiland, O. Otunnu, Accord magazine, 2002
7. 1 2  Chronology, from "Protracted conflict, elusive peace - Initiatives to end the violence in northern Uganda" Arkiverad 10 december 2004 hämtat från the Wayback Machine., ed. Okello Lucima, Accord issue 11, Conciliation Resources, 2002
8. ↑  Koblanck, Anna (2005-07-28): ""Valet måste bojkottas"". DN.se. Läst 27 maj 2013.
9. ↑  "Causes and consequences of the war in Acholiland", Ogenga Otunnu, from Lucima et al, 2002 Arkiverad 10 december 2004 hämtat från the Wayback Machine.
10. ↑  "Profiles of the parties to the conflict", Balam Nyeko och Okello Lucima, från
Lucima et al, 2002 Arkiverad 10 december 2004 hämtat från the Wayback Machine.
11. ↑  SvD. ”Har bott  i Sverige”. SvD.se. https://www.svd.se/har-bott-i-sverige. Läst 1 mars 2017.
12. ↑  Uganda, 1979-85: Leadership in Transition, Jimmy K. Tindigarukayo, The Journal of Modern African Studies, Vol. 26, No. 4. (Dec., 1988), s. 619. (JSTOR)
13. 1 2  "Kampala troops flee guerrilla attacks", The Times, 23 januari 1986
14. ↑  "Troops from Zaire step up Uganda civil war", The Guardian, 21 January 1986
15. ↑  "This is not a mere change of guard, it is a fundamental change," "The people of Africa, the people of Uganda, are entitled to a democratic government. It is not a favour from any regime. The sovereign people must be the public, not the government." "Museveni sworn in as President", The Times, 30 januari 1986
16. ↑  "Structural Adjustment in Uganda", refererad i engelskspråkiga Wikipedia
17. ↑  The second point on our programme is security of person and property. Every person in Uganda must [have absolute] security to live wherever he wants. Any individual, any group who threatens the security of our people must be smashed without mercy.  The people of Uganda should die only from natural causes which are beyond our control, but not from fellow human beings who continue to walk the length and breadth of our land.
18. ↑  "When Museveni's men first came they acted very well – we welcomed them, but then they started to arrest people and kill them."
19. ↑  "Africa’s child soldiers", Daily Times, 30 maj 2002, refererad i engelskspråkiga Wikipedia
20. ↑  "Uganda: A Killer Before She Was Nine", Sunday Times, 15 december 2002, refererad i engelskspråkiga Wikipedia
21. ↑  Uganda:Breaking the Circle", Amnesty International, 17 mars 1999, refererad i engelskspråkiga Wikipedia
22. ↑  Any assessment of the NRM government's human rights performance is, perhaps inevitably, less favourable after four years in power than it was in the early months. However, it is not true to say, as some critics and outside observers, that there has been a continuous slide back towards gross human rights abuse, that in some sense Uganda is fated to suffer at the hands of bad government.
23. ↑  
"Uganda: Heavily Indebted Poor Country Initiative (HIPC)", Världsbanken, refererad i engelskspråkiga Wikipedia
24. ↑  
"Gender implications for opening up political parties in Uganda" Arkiverad 18 januari 2012 hämtat från the Wayback Machine., Dr. Sylvia Tamale, Faculty of Law, Makerere University, från Women of Uganda Network, refererad i engelskspråkiga Wikipedia
25. ↑  "Explaining Ugandan intervention in Congo: evidence and interpretations", John F. Clark, The Journal of Modern African Studies, Vol. 39, s. 267-268, 2001 (Cambridge Journals), refererad i engelskspråkiga Wikipedia
26. ↑  Clark s. 262-263 (Cambridge Journals), refererad i engelskspråkiga Wikipedia
27. ↑  "We felt that the Rwandese started the war and it was their duty to go ahead and finish the job, but our President took time and convinced us that we had a stake in what is going on in Congo",  "Uganda and Rwanda: friends or enemies?" Arkiverad 8 augusti 2009 hämtat från the Wayback Machine., International Crisis Group, Africa Report No. 14, 4 maj 2000, refererad i engelskspråkiga Wikipedia
28. ↑  New Vision, 26 and 28 augusti 1998, refererad i engelskspråkiga Wikipedia
29. ↑  "L'Ouganda et les guerres Congolaises" Arkiverad 19 augusti 2008 hämtat från the Wayback Machine., Politique Africaine, 75: 43-59, 1999, refererad i engelskspråkiga Wikipedia
30. ↑  "Armed Activities on the Territory of the Congo (Democratic Republic of the Congo v. Uganda)", ICJ Press Release, 19 december 2005, refererad i engelskspråkiga Wikipedia
31. ↑  "'Boda-boda' men keep Museveni in driving seat", Telegraph, 13 augusti 2005, refererad i engelskspråkiga Wikipedia
32. ↑  "State of Pain:Torture in Uganda" - Part III, Human Rights Watch, refererad i engelskspråkiga Wikipedia
33. ↑  "Press release: FDC Position on amending article 105(2) of the constitution" Arkiverad 6 mars 2012 hämtat från the Wayback Machine., Forum for Democratic Change, 27 juni 2005, refererad i engelskspråkiga Wikipedia
34. ↑  "The Travails and Antics of Africa's "Big Men" - How Power Has Corrupted African Leaders", Wafula Okumu, The Perspective, 11 april 2002, refererad i engelskspråkiga Wikipedia
35. ↑  "Ugandans march against Bob Geldof", BBC News, 22 mars 2005, refererad i engelskspråkiga Wikipedia
36. ↑  "Uganda: An African Success Turning Sour" Arkiverad 17 oktober 2005 hämtat från the Wayback Machine., Johnnie Carson, tal hållet vid Wilson Center 2 juni 2005, refererat i engelskspråkiga Wikipedia
37. ↑  "Many observers see Museveni's efforts to amend the constitution as a re-run of a common problem that afflicts many African leaders – an unwillingness to follow constitutional norms and give up power". "A threat to Africa's success story", Johnnie Carson, Boston Globe, 1 maj 2005, refererad i engelskspråkiga Wikipedia
38. ↑  "Norway cuts aid to Uganda over political concerns" Arkiverad 18 januari 2006 hämtat från the Wayback Machine., Reuters, 19 juli 2005, refererad i engelskspråkiga Wikipedia
39. ↑  "Uganda: Key Opposition MPs Arrested", Human Rights Watch, 27 april 2005, refererad i engelskspråkiga Wikipedia
40. ↑  "World Bank may cut aid" Arkiverad 18 oktober 2015 hämtat från the Wayback Machine., Paul Busharizi, New Vision, 17 maj 2005, refererad i engelskspråkiga Wikipedia
41. ↑  "Let the partners give advice and leave it to the country to decide ... [developed] countries must get out of the habit of trying to use aid to dictate the management of our countries." "Museveni advises donors" Arkiverad 18 oktober 2015 hämtat från the Wayback Machine., New Vision, 27 maj 2005, refererad i engelskspråkiga Wikipedia
42. ↑  "Donors Fear Me, Says Museveni", Frank Nyakairu, The Monitor, 26 maj 2005, refererad i engelskspråkiga Wikipedia
43. ↑  "Key sectors of the economy are headed by people from the president's home area... We have got the most sectarian regime in the history of the country in spite the fact that there are no parties." Uganda: Nation decides on political parties, UNOCHA-IRIN, 27 juli 2005, refererad i engelskspråkiga Wikipedia
44. ↑  "Uganda backs return to multiparty politics" Arkiverad 18 januari 2006 hämtat från the Wayback Machine., Reuters, 30 juli 2005, refererad i engelskspråkiga Wikipedia
45. ↑  "Referendum ends 20-year ban on political parties", Reuters, 1 augusti 2005, refererad i engelskspråkiga Wikipedia
46. ↑  "a facade behind which he is trying to hide ambitions to rule for life" "Referendum ends 20-year ban on political parties", Reuters, 1 augusti 2005, refererad i engelskspråkiga Wikipedia
47. ↑  "I will no longer tolerate a newspaper which is like a vulture. Any newspaper that plays around with regional security, I will not tolerate it – I will close it." "Museveni warns press over Garang", BBC, 10 augusti 2005, refererad i engelskspråkiga Wikipedia
48. ↑  "Banned Ugandan radio back on air", BBC, 19 augusti 2005, refererad i engelskspråkiga Wikipedia
49. ↑  "Uganda riots over treason charge", BBC, 14 november 2005, refererad i engelskspråkiga Wikipedia
50. ↑  "Col Besigye Case Opens" Arkiverad 18 oktober 2015 hämtat från the Wayback Machine., New Vision, 16 november 2005, refererad i engelskspråkiga Wikipedia
51. ↑  "Sweden withholds Uganda aid due to democracy worry", Reuters, 19 december 2005, refererad i engelskspråkiga Wikipedia
52. ↑  "Netherlands withholds 6 mln euros aid to Uganda", Reuters, 30 november 2005, refererad i engelskspråkiga Wikipedia
53. ↑  "Uganda's Museveni wins election", BBC, 25 februari 2006, refererad i engelskspråkiga Wikipedia
54. ↑  ”Val i Uganda”. SVT Nyheter. 18 februari 2011. https://www.svt.se/nyheter/nyhetstecken/val-i-uganda. Läst 5 november 2021.
55. ↑  ”Museveni vann presidentvalet i Uganda för femte gången i rad” (på svenska). svenska.yle.fi. https://svenska.yle.fi/artikel/2016/02/20/museveni-vann-presidentvalet-i-uganda-femte-gangen-i-rad. Läst 5 november 2021.
56. ↑  ”Presidenten korad till segrare i Ugandas val”. www.hbl.fi. Arkiverad från originalet den 5 november 2021. https://web.archive.org/web/20211105092716/https://www.hbl.fi/artikel/bobi-wine-fortsatter-avvisa-tidiga-valsiffror-i-uganda/. Läst 5 november 2021.
57. ↑  ”Is Africa still 'neutral' a year into the Ukraine war?”. Arkiverad från originalet den 22 april 2023. https://web.archive.org/web/20230422195424/https://www.aljazeera.com/features/2023/2/26/is-africa-still-neutral-a-year-into-the-ukraine-war. Läst 18 mars 2025.
58. ↑  Princewill, Nimi (6 oktober 2022). ”General Muhoonzi: Uganda's Museveni apologizes to Kenya for son's invasion tweets”. CNN. Arkiverad från originalet den 8 oktober 2022. https://web.archive.org/web/20221008222819/https://edition.cnn.com/2022/10/06/africa/museveni-kenya-invasion-apology-intl/index.html. Läst 18 mars 2025.
59. ↑  ”Zimbabwe och Ugandas ledare träffar Rysslands president Putin”. Africanews. 28 juli 2023. Arkiverad från originalet den 239 juli. https://web.archive.org/web/20230729163530/https://www.africanews.com/2023/07/28/zimbabwe-and-uganda-leaders-meet-with-ryssian-president-putin/. Läst 18 mars 2025.
60. ↑  Matovu, Muhamadi (8 oktober 2023). ”Uganda: Museveni Urges Implementation of a Two-State Solution to End Palestine-Israel Conflicts”. Nile Post News. Arkiverad från originalet den 8 oktober 2025. https://web.archive.org/web/20231008225832/https://allafrica.com/stories/202310080044.html.

### Webbkällor
- The War in the Bush, GlobalSecurity.org
- Elections in Uganda, African Elections Database
- Third term bid irks donors, News from Africa, 12 May 2005
- Human Rights Watch
- Press Freedom in Uganda
- Profile: President Yoweri Museveni, BBC News, 1 March 2001
- In Uganda, when does brash talk radio become sedition?, Christian Science Monitor, 23 augusti 2005

### Akademiska arbeten
- Uganda, 1979-85: Leadership in Transition, Jimmy K. Tindigarukayo, The Journal of Modern African Studies, Vol. 26, No. 4. (Dec., 1988), pp. 607–622. (JSTOR)
- Neutralising the Use of Force in Uganda: The Role of the Military in Politics, E. A. Brett, The Journal of Modern African Studies, Vol. 33, No. 1. (Mar., 1995), pp. 129–152. (JSTOR)
- Called to Account: How African Governments Investigate Human Rights Violations, Richard Carver, African Affairs, Vol. 89, No. 356. (Jul., 1990), pp. 391–415. (JSTOR)
- Uganda after Amin: The Continuing Search for Leadership and Control, Cherry Gertzel, African Affairs, Vol. 79, No. 317. (Oct., 1980), pp. 461–489. (JSTOR)
- Social Disorganisation in Uganda: Before, during, and after Amin, Aidan Southall, The Journal of Modern African Studies, Vol. 18, No. 4. (Dec., 1980), pp. 627–656. (JSTOR)
- Ugandan Relations with Western Donors in the 1990s: What Impact on Democratisation?, Ellen Hauser, The Journal of Modern African Studies, Vol. 37, No. 4. (Dec., 1999), pp. 621–641. (JSTOR)
- Reading Museveni: Structure, Agency and Pedagogy in Ugandan Politics, Ronald Kassimir, Canadian Journal of African Studies, Vol. 33, No. 2/3, Special Issue: French-Speaking Central Africa: Political Dynamics of Identities and Representations. (1999), pp. 649–673. (JSTOR)
- Uganda: The Making of a Constitution, Charles Cullimore, The Journal of Modern African Studies, Vol. 32, No. 4. (Dec., 1994), pp. 707–711. (JSTOR)
- Uganda's Domestic and Regional Security since the 1970s, Gilbert M. Khadiagala, The Journal of Modern African Studies, Vol. 31, No. 2. (Jun., 1993), pp. 231–255. (JSTOR)
- Exile, Reform, and the Rise of the Rwandan Patriotic Front, Wm. Cyrus Reed, The Journal of Modern African Studies, Vol. 34, No. 3. (Sep., 1996), pp. 479–501. (JSTOR)
- Operationalising Pro-Poor Growth, A Country Case Study on Uganda, John A. Okidi, Sarah Ssewanyana, Lawrence Bategeka, Fred Muhumuza, October 2004
- "New-Breed" Leadership, Conflict, and Reconstruction in the Great Lakes Region of Africa: A Sociopolitical Biography of Uganda's Yoweri Kaguta Museveni, Joseph Oloka-Onyango, Africa Today - Volume 50, Number 3, Spring 2004, pp. 29–52 (Project MUSE)
- "No-Party Democracy" in Uganda, Nelson Kasfir, Journal of Democracy - Volume 9, Number 2, April 1998, pp. 49–63 (Project MUSE)
- "Explaining Ugandan intervention in Congo: evidence and interpretations", John F. Clark, The Journal of Modern African Studies, 39: 261-287, 2001 (Cambridge Journals)
- "Uganda's 'Benevolent' Dictatorship", J. Oloka-Onyango, University of Dayton website
- "The Uganda Presidential and Parliamentary Elections 1996", James Katorobo, No. 17, Les Cahiers d'Afrique de l'est
- "Hostile to Democracy: The Movement System and Political Repression in Uganda", Peter Bouckaert, Human Rights Watch, 1 oktober 1999
- Protracted conflict, elusive peace - Initiatives to end the violence in northern Uganda, editor Okello Lucima, Accord issue 11, Conciliation Resources, 2002
  - Profiles of the parties to the conflict, Balam Nyeko and Okello Lucima
  - Reaching the 1985 Nairobi Agreement, Bethuel Kiplagat

### Intervjuer
- A Conversation with Yoweri Kaguta Museveni, Council on Foreign Relations, 21 september 2005
- Murray Oliver CTV interview (related article), augusti 2002
- IRIN interview, 9 June 2005
- BBC Talking Point, juli 2005